# Eclipsis maculiventris
Eclipsis maculiventris är en tvåvingeart som beskrevs av Mario Bezzi 1908. Eclipsis maculiventris ingår i släktet Eclipsis och familjen rovflugor.
Artens utbredningsområde är Kongo. Inga underarter finns listade i Catalogue of Life.